# Санаксарский монастырь
Рождество-Богородичный Санакса́рский монастырь — мужской монастырь в Краснослободской епархии Русской православной церкви, расположенный в посёлке Санаксарь, Темниковского района Республики Мордовия.

## История
Основан в 1659 году в царствование Алексия Михайловича в трёх верстах от уездного города Темникова (сейчас Темниковский район Мордовии), на левом берегу реки Мокши. Место под будущую обитель дал житель города Темникова дворянин писец Лука Евсюков, пригласивший из Старо-Кадомского монастыря первого строителя и настоятеля игумена Феодосия, построившего в 1676 году, по благословению Патриарха Московского Иоасафа II, первый храм обители в честь Сретения иконы Божией Матери Владимирской.

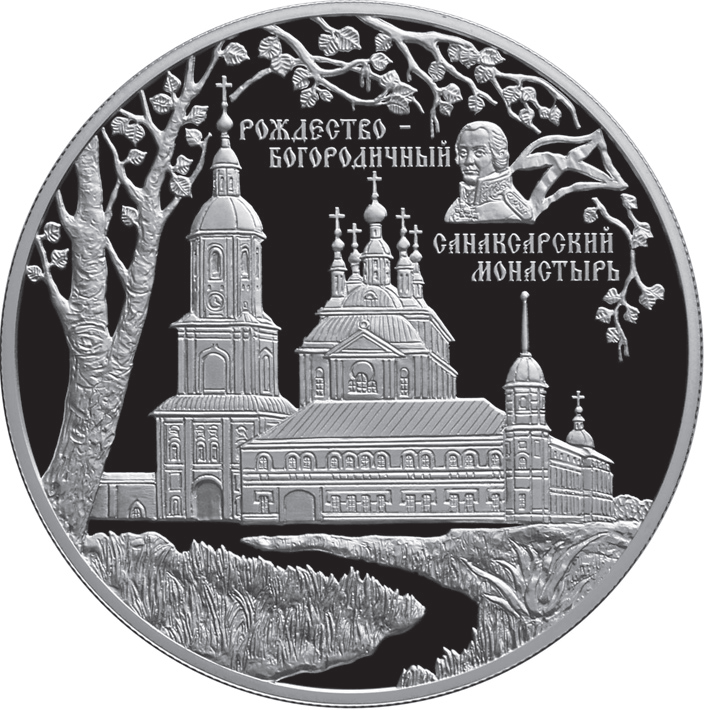
Реверс памятной двадцатипятирублёвой монеты с изображением Санаксарского монастыря.

Название своё монастырь получил от расположенного под его стенами небольшого озера Сана́ксар (что на местном наречии означает буквально: «лежащее в болотистой ложбине у возвышенности»). Просуществовав около ста лет, Санаксарская обитель от недостатка средств и братии запустела и была приписана к Саровской пустыни, в самую цветущую её пору.
Период возобновления обители связан с именем Феодора (Ушакова), который был настоятелем Санаксары с 1764 по 1774 год. Высочайшим указом от 7 марта 1765 года велено было Санаксару именоваться монастырём. Наряду с Саровом Санаксарский монастырь был в те годы духовным центром России, имел много сановитых почитателей в Санкт-Петербурге и Москве.

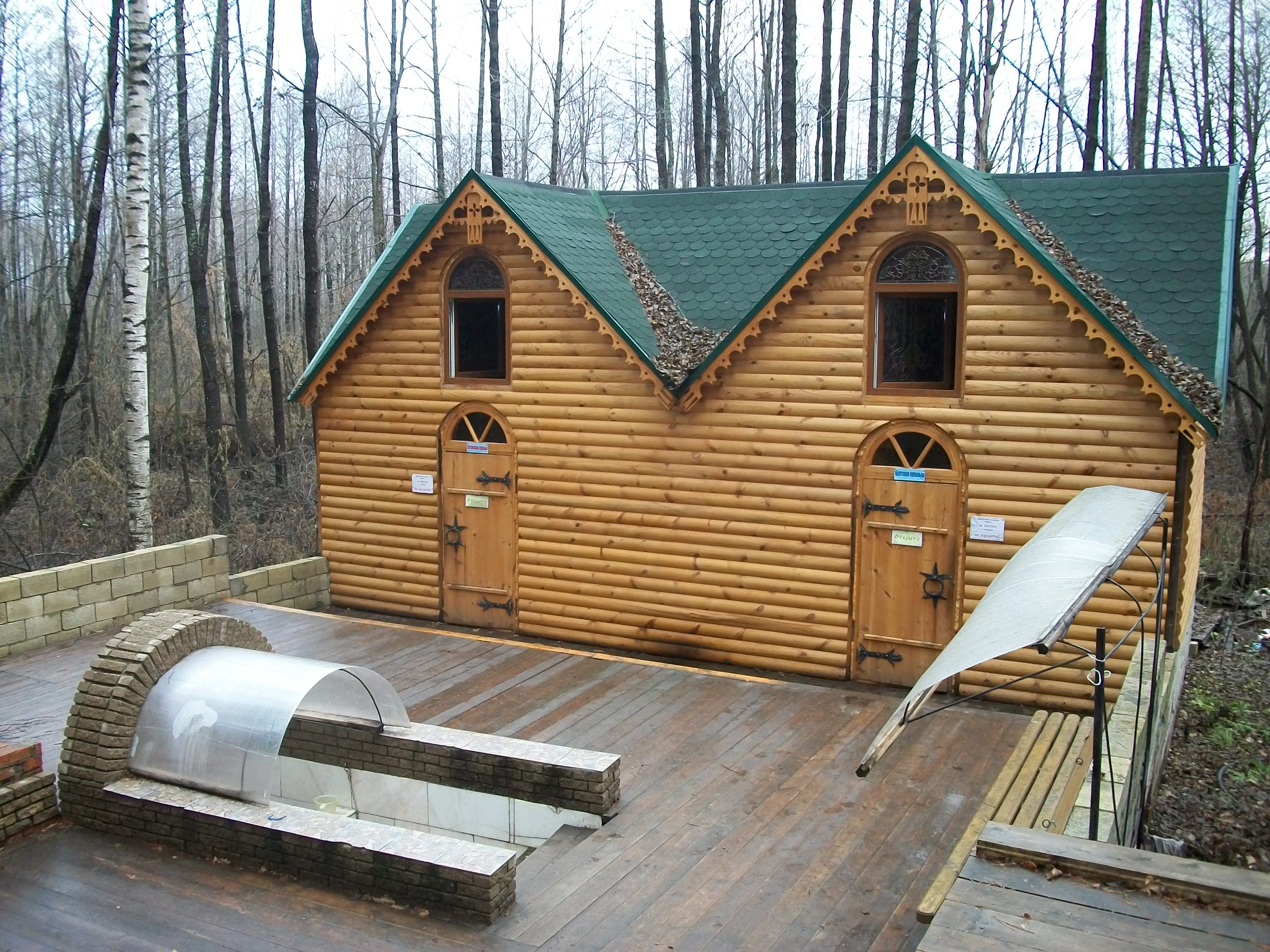
Святой источник преподобного Феодора и купальни в лесу неподалёку от Рождество-Богородичного Санаксарского мужского монастыря.

27 мая 1915 года настоятелем обители был избран Александр (Уродов), который был смещён братией в марте 1918 года и взят под стражу; впоследствии он был настоятелем Свияжской Макарьевской пустыни и наместником Седмиезерной пустыни (8 сентября 2001 года в селе Соболеве были обретены его мощи, которые были перенесены в монастырь). В октябре 1929 года монастырь был окончательно закрыт.
Постановлением Совета Министров Мордовии от 7 мая 1991 года здания бывшей обители были переданы Саранской епархии. 26 мая 1991 года, в день Святой Троицы, наместник монастыря архимандрит Варнава (Сафонов) совершил первую литургию.
6 июня 2001 года скончался подвизавшийся в обители старец схиигумен Иероним (Верендякин), почитаемый некоторыми как целитель.
На территории монастыря находится лесопильный комплекс и цех по производству свечей.
23 октября 2014 года Священный Синод Русской Православной Церкви утвердил в должности священноархимандрита Климента, епископа Краснослободского и Темниковского.

## Настоятели и наместники
настоятели
- Феодосий (1660-е — 1681)
- Зосима
- Трифон
- Дорофей
- Петр (1730-е)
- Филагрий
- Иоасаф (до 1752), строитель. Привлечен к следствию по делу о «квакерской ереси»[5][6].
- Порфирий (24 февраля 1752 — 17 марта 1753)
- Феодор (Ушаков) (1764—1774)
- Иоиль (Тишков) (8 августа 1774—1778)
- Венедикт (Селиванов) (1778 — 27 декабря 1788)
- Вениамин (Андреев) (14 февраля 1789 — 13 февраля 1803)
- Филарет (Былинин) (28 февраля 1803—1817)
- Нафанаил (4 апреля 1817 — 12 сентября 1832)
- Димитрий (12 сентября 1832 — 5 сентября 1848)
- Иоасаф (27 сентября 1848 — 23 сентября 1857)
- Ксенофонт (Флорианов) (23 сентября 1857 — 7 сентября 1863)
- Иларий (Иванов) (1863 — июнь 1879)
- Тихон (Цыпляковский) (15 сентября 1879 — декабрь 1884)
- Амвросий (Ворогушев) (1885—1893)
- Феодосий (Мясников) (1893 — декабрь 1895)
- Августин (Кривоногов) (1895—1915)
- Александр (Уродов) (1915—1918)

наместники
- Варнава (Сафонов) (1 апреля 1991 — 14 ноября 2010)
- Иннокентий (Руденко) (с 24 декабря 2010)

## Святые
- Преподобный Феодор Санаксарский, иеромонах. Возобновитель монастыря.
- Преподобноисповедник Александр Санаксарский, архимандрит.
- Священномученик Кирион, католикос-патриарх Грузии. После убийства в 1908 году экзарха Грузии Никона был сослан в монастырь, где находился до 1915 года.
- Святой праведный воин Феодор Ушаков.